# 캐스페이스 1
캐스페이스 1(영어: caspase 1, CASP1)/인터루킨 1 전환 효소(ICE)는 진화적으로 보존된 효소로 염증성 사이토카인인 인터루킨 1β 및 인터루킨 18의 전구체와 파이롭토시스 유도 인자 가스더민 D와 같은 다른 단백질을 활성 성숙 펩타이드로 분해하는 역할을 한다. 또한 염증 반응 개시자로서 세포성 면역에서 중심적인 역할을 한다. 일단 인플라마좀 복합체 형성을 통해 활성화되면 절단을 통해 전염증성 반응을 시작하여 두 가지 염증성 사이토카인인 인터루킨 1β (IL-1β), 인터루킨 18 (IL-18)과 세포 예정사 과정 중 하나인 파이롭토시스를 활성화한다. 캐스페이스 1에 의해 활성화된 두 개의 염증성 사이토카인은 세포에서 배출되어 이웃 세포에서 염증 반응을 유도한다.

## 세포 발현
캐스페이스 1은 동물계의 많은 진핵생물에서 진화적으로 보존되어 있다. 염증성 면역 반응에서의 역할로 인해 간, 신장, 비장 및 혈액(호중구)과 같은 면역 기관에서 높게 발현된다. 감염 후 염증 반응은 반응을 증폭시키는 양성 피드백 메커니즘에 의해 캐스페이스 1의 발현을 증가시킨다.

## 구조
캐스페이스 1은 활성 효소의 일부가 되는 20kDa (p20) 및 10kDa (p10) 소단위로 절단될 수 있는 지모겐으로 생산된다. 활성 캐스페이스 1에는 p20과 p10의 두 이종이량체가 포함되어 있다. 여기에는 p20 및 p10 소단위와 비촉매성 캐스페이스 활성 및 모집 도메인 (Caspase Activation and Recruitment Domain, CARD)에 걸쳐 있는 활성 부위가 있는 촉매 도메인이 포함되어 있다. 인플라마좀 형성에서 CARD-CARD 상호작용을 통해 ASC (Apoptosis-Associated Speck-like Protein Containing a CARD) 및 NLR (Nod-Like Receptor) 계열 CARD Domain-Containing Protein 4(NLRC4)와 같은 다른 CARD 함유 단백질과 상호작용한다.

## 조절

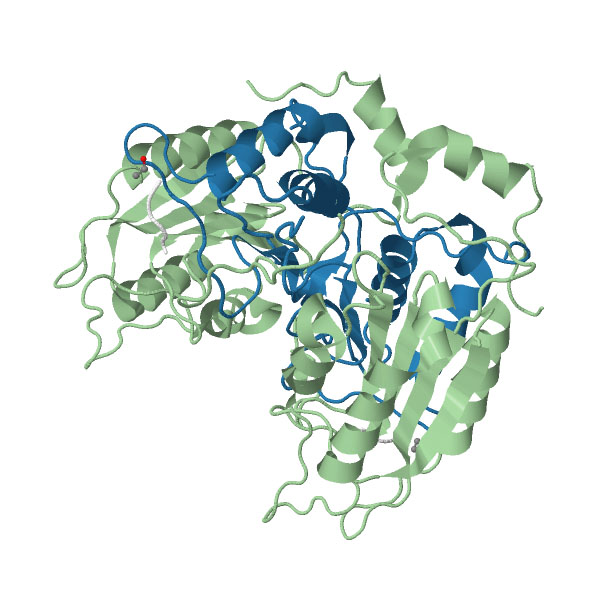
10 kDa (파란색) 및 20 kDa(녹색) 하위 단위가 강조 표시된 비활성 캐스페이스 1

인플라마좀의 구조. 구조의 중심은 촉매 영역이고 바깥쪽 다리는 감각 영역이다.

### 활성화

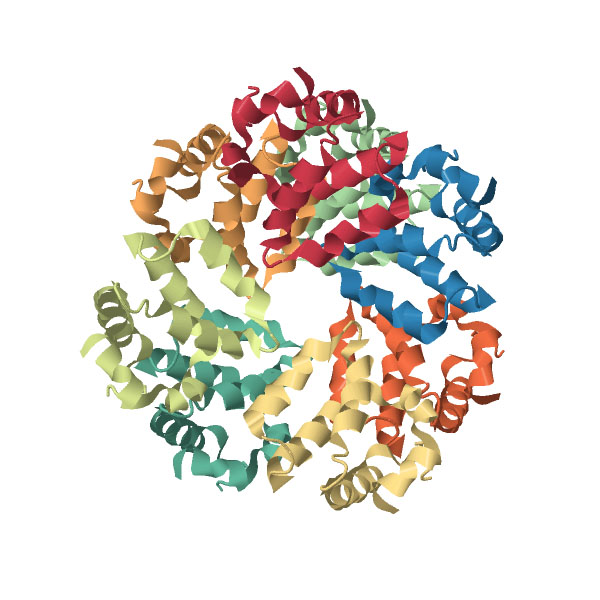
CARD-CARD 상호 작용 매개 링 형성

생리학적으로 비활성인 지모겐 형태인 캐스페이스 1은 p10 및 p20 서브 유닛으로의 자가 단백 분해에 의해 인플라마좀 복합체로 조립될 때 자동 활성화된다. 인플라마좀 복합체는 NLR 계열 및 수용체와 같은 AIM-1과 같은 신호 특이적 센서 단백질의 삼합체, ASC와 같은 어댑터 단백질 및 캐스페이스로 구성된 고리 복합체이다. 신호 단백질이 NLRP1 및 NLRC4와 같이 자체 CARD를 포함하는 일부 경우에는 CARD-CARD 상호 작용이 직접적이며 이는 복합체에 어댑터 단백질이 없음을 의미한다. 다양한 센서 및 어댑터 단백질이 있으며, 이들의 다양한 조합은 특정 신호에 대한 인플라마좀의 반응을 부여한다. 이를 통해 세포는 받은 위험 신호의 심각도에 따라 다양한 수준의 염증 반응을 나타낼 수 있다.

### 억제
CARD only 단백질(COP)은 이름에서 알 수 있듯이 비촉매 CARD만 포함하는 단백질이다. 인플라마좀 형성에서 CARD-CARD 상호 작용의 중요성으로 인해 많은 COP가 캐스페이스 활성화의 억제제로 알려져 있다. 캐스페이스 1의 경우 ICEBERG, COP1 (ICE/Pseudo-ICE) 및 INCA (Inhibitory Card)와 같은 특정 COP에 대한 유전자는 모두 해당 위치 근처에서 발견되므로 유전자 복제 이벤트 및 후속 삭제에서 발생한 것으로 생각된다. 이들은 모두 CARD-CARD 상호작용을 사용하여 인플라마좀과 상호작용하지만, 억제 기능을 수행하는 방식과 그렇게 하는 효과가 다르다.
예를 들어, ICEBERG는 캐스페이스 1 필라멘트의 형성을 핵화하여 필라멘트에 통합되지만 인플라마좀의 활성화를 억제하는 능력이 부족하다. 대신, 캐스페이스 1과 다른 중요한 CARD 포함 단백질의 상호 작용을 방해하여 캐스페이스 1 활성화를 억제하는 것으로 생각된다.
반면에 INCA는 캐스페이스 1 CARD 올리고머를 캡핑하여 인플라마좀 조립을 직접 차단하여 인플라마좀 필라멘트로의 추가 중합을 차단한다.
유사하게, 일부 POP (Pyrin only protein)는 PYD 상호작용에 결합하고 이를 차단함으로써 인플라마좀 활성화를 억제함으로써 캐스페이스 1 활성화를 조절하는 것으로 알려져 있다.
억제제
- 벨나카산 (VX-765)[18]
- 프랄나카산 (VX-740)[19]

## 기능

### 단백질 분해 절단
활성화된 캐스페이스 1은 프로 IL-1β 및 프로 IL-18을 단백질 분해하여 활성 형태인 IL-1β 및 IL-18로 분해한다. 활성 사이토카인은 하류 염증 반응을 유도한다. 또한 가스더민 D를 활성 형태로 분해하여 파이롭토시스를 유도한다.

### 염증 반응
일단 성숙되면 사이토카인은 항염증성 반응을 유도할 뿐만 아니라 항바이러스 유전자의 발현을 활성화하기 위해 다운스트림 신호 이벤트를 시작한다. 반응의 속도, 특이성 및 유형은 수신된 신호와 이를 수신한 센서 단백질에 따라 다르다. 인플라마좀이 받을 수 있는 신호에는 바이러스 이중 가닥 RNA, 요소, 유리기 및 세포 위험과 관련된 기타 신호, 심지어 다른 면역 반응 경로의 부산물도 포함된다.
성숙한 사이토카인 자체는 내막계로 들어가는 데 필요한 정렬 서열을 포함하지 않으므로 기존의 방법으로 세포에서 배설되지 않는다. 그러나, 이러한 전염증성 사이토카인의 방출은 파이롭토시스를 통한 세포 파열에 의존하지 않고 실제로 활성 과정이라는 이론이 있다. 이 가설에 대한 증거와 반대 증거가 모두 존재한다. 많은 세포 유형에서 파이롭토시스의 징후가 전혀 없음에도 불구하고 사이토카인이 분비된다는 사실은 이 가설을 뒷받침한다. 그러나 일부 실험에서는 가스더민 D 비기능성 돌연변이가 여전히 사이토카인의 정상적인 절단을 가지고 있지만 분비 능력이 부족하다는 것을 보여준다.

### 파이롭토시스 반응
염증 반응에 이어 활성화된 캐스페이스 1은 수신된 신호와 이를 수신한 특정 인플라마좀 센서 도메인 단백질에 따라 용해 형태의 세포자살인 파이롭토시스를 유도할 수 있다. 완전한 염증 반응에 파이롭토시스가 필요할 수도 있고 필요하지 않을 수도 있지만, 파이롭토시스가 발생하기 전에 염증 반응이 완전히 필요하다. 파이롭토시스를 유도하기 위해 캐스페이스 1은 가스더민 D를 원형질막에 구멍을 형성하는 조각으로 절단한다. 삼투압의 결과로 이러한 구멍은 체액의 유입을 촉진하여 세포 용해 및 사멸을 초래한다.

### 기타 역할
또한 캐스페이스 1 괴사를 유발하는 것으로 나타났으며 다양한 발달 단계에서도 기능할 수 있다. 쥐에서 유사한 단백질에 대한 연구는 헌팅턴병의 병인에서 역할을 제안한다. 유전자의 선택적 스플라이싱은 별개의 이소형을 인코딩하는 5개의 전사 변이체를 생성한다. 최근 연구는 캐스페이스 1이 CD4 T 세포 사멸과 HIV에 의한 염증을 촉진하는 것과 관련이 있으며, 이는 HIV 질병이 AIDS로 진행하는 것을 촉진하는 두 가지 특징적인 사건이 있다고 말한다.

## 같이 보기
- PMAP
- 캐스페이스
- 염증

## 참고
- 단백질 분해 지도
- 캐스페이스
- 파이롭토시스
- 염증
- 인플라마소좀